# Fritz Helmut Landshoff
Fritz Helmut Landshoff (Berlino, 29 luglio 1901 – Haarlem, 30 marzo 1988) è stato un editore tedesco naturalizzato olandese.

## Biografia

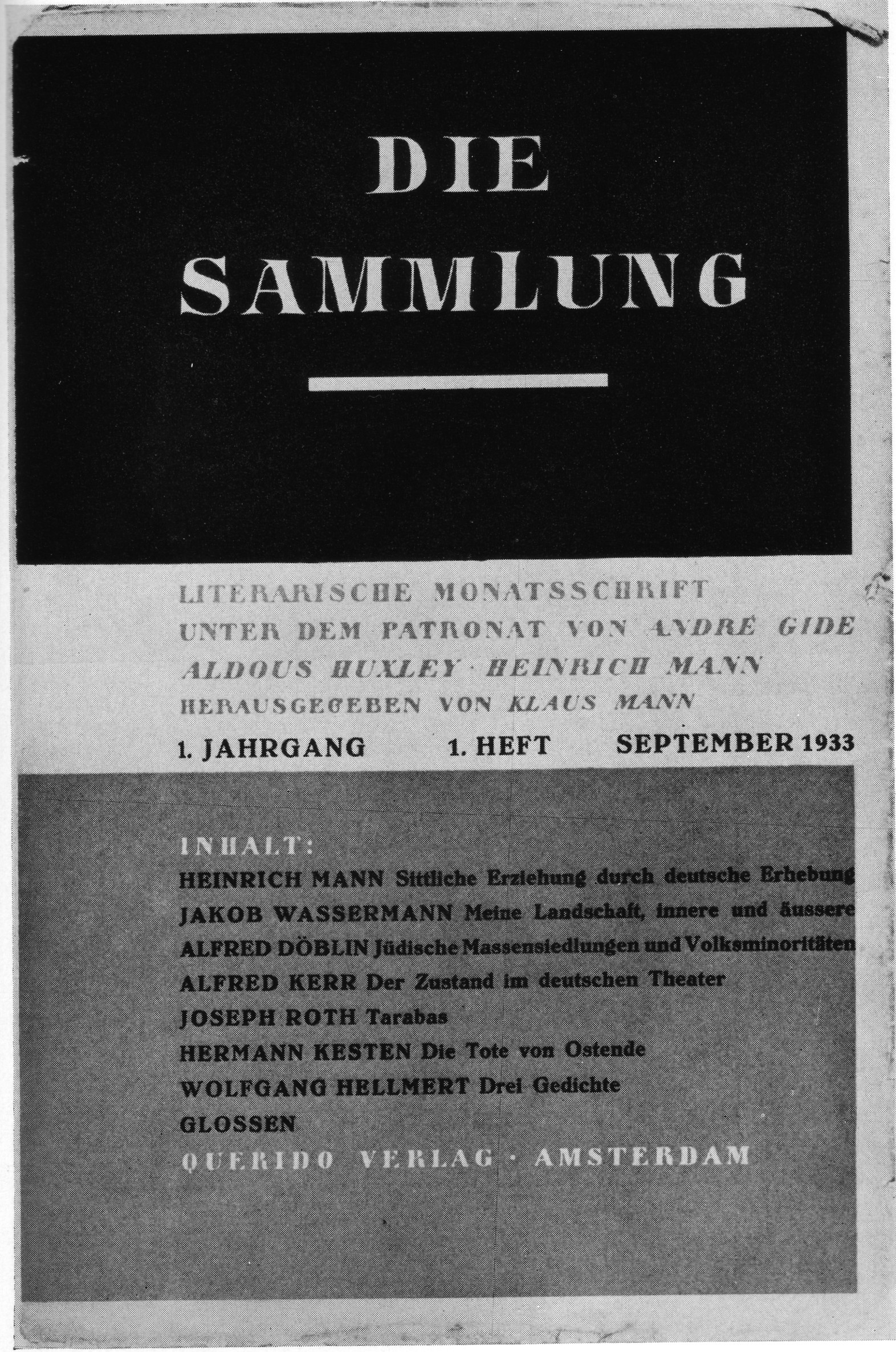
Rivista Die Sammlung, settembre 1933

Fritz Helmut Landshoff nacque in una ricca famiglia di origine ebraica dove si amava la musica e la letteratura. Frequentò il liceo umanistico "Mommsen" di Berlino; si interessò già in gioventù di politica e nel 1918, sotto l'influenza della rivoluzione russa, divenne membro dell'USPD.  Dopo iniziali studi universitari di medicina a Friburgo, interrotti nel 1919 per mancanza di sufficienti conoscenze scientifiche, iniziò a studiare Lingua e letteratura tedesca a Monaco e a Francoforte sul Meno laureandosi nel 1923. Nel 1926 divenne a Potsdam comproprietario e amministratore delegato della casa editrice «Gustav Kiepenheuer Verlag». Erano suoi colleghi Hermann Kesten e Walter Landauer. Fritz Landshoff ebbe una relazione con l'attrice Ruth Hellberg; il loro figlio Andreas Landshoff (1930-2021) diventerà anch'egli editore.
Nel 1933, dopo la presa del potere da parte dei nazisti, la casa editrice «Gustav Kiepenheuer Verlag» dovette chiudere per essere successivamente rifondata con un programma diverso. Nell'aprile 1933 l'editore olandese Emanuel Querido chiese a Fritz Landshoff aiuto per l'istituzione di una sezione per l'exilliteratur in lingua tedesca presso la sua casa editrice «Em. Querido's Uitgevers-MIJ N.V.» in Keizersgracht n. 333 ad Amsterdam. La casa editrice avrebbe dovuto combattere il nazionalsocialismo e pubblicare opere di autori tedeschi fuoriusciti ovvero opere proibite nella Germania nazista. Landshoff accettò l'offerta e il 1º giugno 1933 fu costituita la nuova casa editrice Querido Verlag di cui Fritz Landshoff ed Emanuel Querido ebbero ciascuno la proprietà del 50%. La Querido Verlag fu la più importante casa editrice dell'letteratura dell'esilio di lingua tedesca e di resistenza al nazionalsocialismo. Dal momento che Landshoff conosceva personalmente tutti gli autori della "Kiepenheuer Verlag", Fritz Landshoff fu in grado di garantire programmi importanti per la nuova casa editrice. Grazie a Landshoff la nuova casa editrice poté infatti pubblicare opere di numerosi autori famosi (Alfred Döblin, Heinrich Eduard Jacob, Lion Feuchtwanger, Emil Ludwig, Klaus Mann, Heinrich Mann, Thomas Mann, Gustav Regler, Anna Seghers, Ernst Toller, Arnold Zweig, ecc.). La raccolta di saggi Der Haß di Heinrich Mann fu pubblicata già nell'estate del 1933 e nel settembre 1933 uscì il primo numero della rivista letteraria-politica Die Sammlung diretta da Klaus Mann.
Dopo l'invasione tedesca dei Paesi Bassi il 10 maggio 1940, la Gestapo chiuse immediatamente la Querido Verlag. Landshoff, che si era recato pochi giorni prima a Londra per affari fu fuori dalla portata della Gestapo; Emanuel Querido e sua moglie furono invece arrestati e assassinati nel campo di sterminio di Sobibór nel luglio 1943. Landshoff emigrò negli Stati Uniti attraverso il Messico nel gennaio 1941 e nel 1942 a New York fondò con Gottfried Bermann Fischer la «L. B. Fischer Publishing Corporation» che rimase attiva fino al 1946. Dopo la guerra, nel 1948 ad Amsterdam Landshoff e Bermann Fischer fondarono la nuova casa editrice «Bermann Fischer / Querido Verlag» che nel 1951 divenne «S. Fischer Verlag NV Amsterdam». Dal 1953 al 1986 Landshoff fu vicedirettore delegato della casa editrice d'arte di New York «Harry N. Abrams, Inc. (HNA)».

## Riconoscimenti
Il 5 maggio 1982 Fritz Landshoff e Hermann Kesten ricevettero la laurea honoris causa dalla Università libera di Berlino; nel 1987 Fritz Landshoff ricevette il Gutenberg-Preis der Stadt Leipzig (Premio Gutenberg della città di Lipsia). Fritz Landshoff ricevette anche l'Ordine al merito di Germania nel 1976 e nel 1983.